# 1353 Maartje
1353 Maartje eller 1935 CU är en asteroid i huvudbältet som upptäcktes den 13 februari 1935 av den holländske astronomen Hendrik van Gent i Johannesburg. Den har fått sitt namn efter B.C. Mekking's dotter, Maartje Mekking.
Asteroiden har en diameter på ungefär 39 kilometer och den tillhör asteroidgruppen Eos.